# Helicodontium pervirens
Helicodontium pervirens là một loài Rêu trong họ Myriniaceae. Loài này được (Müll. Hal.) Paris mô tả khoa học đầu tiên năm 1896.